# Ludwik Antoni de France
Ludwik Antoni d’Artois (ur. 6 sierpnia 1775 w Wersalu, Francja, zm. 3 czerwca 1844 w Gorycji, Cesarstwo Austriackie) – książę Angoulême, ostatni delfin Francji. W momencie abdykacji ojca Karola X zrzekł się własnych praw do korony na rzecz swego bratanka Henryka, hrabiego Chambord. Po tym wydarzeniu używał tytułu hrabiego de Marnes.
Pojęcie „króla z prawa” wywodzi się z tego, że według francuskich monarchistów korona Francji jest niedysponowalna – dlatego następca tronu staje się królem automatycznie, natychmiast po śmierci swojego poprzednika. Król / następca tronu Francji nie może abdykować lub odmówić przyjęcia korony. Wszelkie czynności i uroczystości urzędowe lub religijne (np. namaszczenie i koronacja w katedrze w Reims) są tylko potwierdzeniem wcześniej zaistniałego faktu. Wobec tego, w opinii części legitymistów, po śmierci swego ojca w 1836 roku, Ludwik Antoni był pełnoprawnym władcą jako „Ludwik XIX”. Pozostali opowiadali się za „Henrykiem V”.

## Życiorys
Urodził się jako najstarszy syn Karola, księcia Artois i późniejszego króla Francji i Nawarry, i Marii Teresy, księżniczki sabaudzkiej. Jego dziadkami ze strony matki byli Wiktor Amadeusz III, król Sardynii, i Maria Antonietta, księżniczka hiszpańska. Jego młodszym bratem był Karol Ferdynand, książę Berry.

### Wygnanie
W 1789, po wybuchu rewolucji francuskiej, Ludwik Antoni i Karol Ferdynand razem z ojcem wyemigrowali do Turynu, do Włoch, a następnie do Niemiec i Anglii. W 1792 wstąpili do armii kuzyna, Ludwika Józefa, księcia Kondeusza, a w 1795 Ludwik Antoni przyłączył się do powstania rojalistów w Wandei, które zakończyło się w 1796 klęską rojalistów. W 1797 dołączył do swojego brata i wuja w Brunszwiku, aby przyłączyć się do armii austriackiej. Po pokonaniu Austriaków przez francuskich republikanów, cała trójka zmuszona była uciekać i schroniła się w Mitawie (obecnie Jełgawa) w Kurlandii – pod opieką cara Pawła I.
10 czerwca 1799 w pałacu w Jełgawie ożenił się ze swoją siostrą stryjeczną – Marią Teresą – córką Ludwika XVI i Marii Antoniny, zgilotynowanych w czasie rewolucji francuskiej. Nie mieli dzieci.

### Kariera wojskowa
W kwietniu 1800 Ludwik Antoni został dowódcą regimentu kawalerii w armii bawarskiej i wziął udział w bitwie pod Hohenlinden. Na początku 1801 car Paweł I zawarł pokój z Napoleonem Bonaparte, a dwór francuski przeniósł się spod opieki cara do Warszawy, kontrolowanej przez Prusy (w latach 1801–1804 mieszkał wraz z dworem w Pałacu Kazanowskich). Powrócili do Rosji, kiedy carem został Aleksander I, ale w 1807 kolejny traktat rosyjsko-francuski zmusił ich do wyjazdu. Tym razem udali się do Londynu, gdzie w Hartwell House, wuj Ludwika Antoniego – Ludwik XVIII, de iure król Francji, zorganizował swój dwór. Ludwik Antoni dwukrotnie (w 1807 i 1813) chciał wrócić do Rosji i przyłączyć się do walki przeciwko Bonapartemu, ale car dwukrotnie mu odmówił. Ostatecznie w Anglii pozostał do 1814, potem popłynął do Bordeaux – a jego wejście do miasta 12 marca 1814 zostało okrzyknięte przywróceniem monarchii we Francji. Z Bordeaux Ludwik Antoni udał się do Hiszpanii, by walczyć u boku Wellingtona i pomóc kuzynowi Ferdynandowi VII odzyskać tron.
W kwietniu 1823 60-tysięczny francuski korpus pod jego dowództwem wkroczył do Hiszpanii (Interwencja francuska w Hiszpanii w 1823), zdobywając Madryt i Kadyks oraz zwyciężając pod Trocadero.

### Delfin Francji i król „z prawa”
Ludwik XVIII zmarł w 1824, a królem został jego młodszy brat – Karol X. Ludwik Antoni został delfinem, czyli oficjalnym następcą tronu i jako ostatni w historii Francji nosił tytuł delfina.
Karol X abdykował 2 sierpnia 1830. Część rojalistów uznała Ludwika Antoniego za kolejnego króla Francji i Nawarry – Ludwika XIX, dla części rojalistów abdykacja Karola X była nielegalną i Karol X pozostał królem aż do śmierci w 1836. Ludwik Antoni w momencie abdykacji ojca zrzekł się swych prawa do tronu na korzyść swego bratanka, Henryka, księcia Bordeaux, który został Henrykiem V, ale i on nie został koronowany. Tron Francji przejął kuzyn – Ludwik Filip, książę Orleanu.
Ludwik Antoni zmarł w 1844, a Henryk, książę Bordeaux stał się głową starszej linii francuskiej rodziny królewskiej na wygnaniu. Pochowano go w klasztorze franciszkanów Castagnavizza (obecnie Nova Gorica, Słowenia).

## Genealogia
| Prapradziadkowie       | Ludwik Mały Delfin (1682–1712) ∞1696 Maria Adelajda Sabaudzka (1685–1712) | król Polski Stanisław Leszczyński (1677–1766) ∞1698 Katarzyna Opalińska (1680–1747) | król Polski August II Mocny (1670–1733) ∞1693 Krystyna Eberhardyna Hohenzollernówna (1671–1727) | cesarz rzymsko-niemiecki Józef I Habsburg (1678–1711) ∞ 1699 Wilhelmina Amalia Brunszwicka (1673–1742) | król Sardynii Wiktor Amadeusz II (1666–1732) ∞1684 Maria Anna Orleańska (1669–1728)     | Ernest II Leopold Hessen-Rotenburg (1684–1749) ∞1704 Eleonore Maria Löwenstein-Wertheim (1686–1753) | Ludwik Wielki Delfin (1661–1711) ∞1680 Maria Anna Bawarska (1660–1690)           | Odoardo II Farnese (1666–1693) ∞1690 Dorota Zofia Wittelsbach (1670–1748)        |
| Pradziadkowie          | król Francji Ludwik XV (1710–1774) ∞1725 Maria Leszczyńska (1703–1768)    | król Francji Ludwik XV (1710–1774) ∞1725 Maria Leszczyńska (1703–1768)              | król Polski August III Sas (1696–1763) ∞1719 Maria Józefa Habsburżanka (1699–1757)              | król Polski August III Sas (1696–1763) ∞1719 Maria Józefa Habsburżanka (1699–1757)                     | król Sardynii Karol Emanuel III (1701–1773) ∞1724 Polyxena Hessen-Rheinfels (1706–1735) | król Sardynii Karol Emanuel III (1701–1773) ∞1724 Polyxena Hessen-Rheinfels (1706–1735)             | król Hiszpanii Filip V (1683–1746) ∞1714 Elżbieta Farnese (1692–1766)            | król Hiszpanii Filip V (1683–1746) ∞1714 Elżbieta Farnese (1692–1766)            |
| Dziadkowie             | Ludwik Ferdynand Burbon (1729–1765) ∞1747 Maria Józefa Wettyn (1731–1767) | Ludwik Ferdynand Burbon (1729–1765) ∞1747 Maria Józefa Wettyn (1731–1767)           | Ludwik Ferdynand Burbon (1729–1765) ∞1747 Maria Józefa Wettyn (1731–1767)                       | Ludwik Ferdynand Burbon (1729–1765) ∞1747 Maria Józefa Wettyn (1731–1767)                              | król Sardynii Wiktor Amadeusz III (1726–1796) ∞1750 Maria Antonietta (1729–1785)        | król Sardynii Wiktor Amadeusz III (1726–1796) ∞1750 Maria Antonietta (1729–1785)                    | król Sardynii Wiktor Amadeusz III (1726–1796) ∞1750 Maria Antonietta (1729–1785) | król Sardynii Wiktor Amadeusz III (1726–1796) ∞1750 Maria Antonietta (1729–1785) |
| Rodzice                | król Francji Karol X (1757–1836) ∞1773 Maria Teresa Sabaudzka (1756–1805) | król Francji Karol X (1757–1836) ∞1773 Maria Teresa Sabaudzka (1756–1805)           | król Francji Karol X (1757–1836) ∞1773 Maria Teresa Sabaudzka (1756–1805)                       | król Francji Karol X (1757–1836) ∞1773 Maria Teresa Sabaudzka (1756–1805)                              | król Francji Karol X (1757–1836) ∞1773 Maria Teresa Sabaudzka (1756–1805)               | król Francji Karol X (1757–1836) ∞1773 Maria Teresa Sabaudzka (1756–1805)                           | król Francji Karol X (1757–1836) ∞1773 Maria Teresa Sabaudzka (1756–1805)        | król Francji Karol X (1757–1836) ∞1773 Maria Teresa Sabaudzka (1756–1805)        |
| Ludwik Antoni d’Artois |                                                                           |                                                                                     |                                                                                                 | |                                                                                         | |                                                                                  |                                                                                  |